# Кирьят-Шмуэль
Кирьят-Шмуэль — район на окраине Хайфы, расположенный в долине Кирьят-Шмуэль. Кирьят-Шмуэль граничит с Кирьят-Ямом на западе и севере, Кирьят-Хаимом на юге и Кирьят-Моцкин на востоке. Район находится примерно в километре от пляжа Кирьят-Хаим, а на границе с Кирьят-Моцкин находится железнодорожная станция Кирьят-Моцкин.
Кирьят-Шмуэль — самый маленький по своей площади и населению среди Крайот, и единственный Кирьят, жители которого в основном религиозны.
Район назван в честь Шмуэля Хаима Ландау, одного из лидеров «Ха-поэль ха-мизрахи».

Кирьят-Шмуэль был построен на песках Хайфского залива в 1938 году членами Ха-поэль ха-мизрахи, которые хотели жить в городе религиозного еврейско-ортодоксального характера. Основатели отклонили предложение построить небольшой район в Кирьят-Хаиме, и решили основать новый город. Первоначально Кирьят-Шмуэль был независимым муниципальным образованием, но в 1952 году он был объединен в Хайфу вместе с Кирьят-Хаимом.